# Hildegard von der Gablentz
Hildegard von der Gablentz (geboren als Hildegard Zietlow, oft „Hilde“ genannt; * 18. Juli 1901 in Oberglogau, Oberschlesien; † 22. Juni 1961 in Berlin) war eine deutsche Politikerin (CDU).

## Leben
Hildegard Zietlow heiratete 1928 den Staatswissenschaftler Otto Heinrich von der Gablentz (1898–1972). Sie arbeitete als Wirtschaftslehrerin.
Nach dem Krieg trat Hildegard von der Gablentz 1945 der CDU in Berlin-Reinickendorf bei, wo sie von 1946 bis 1950 auch Bezirksverordnete war. Ab 1946 war sie bis etwa 1956 Mitglied des CDU-Landesvorstandes in Berlin. 1950 wurde sie bei der Wahl zur ersten Legislaturperiode des Berliner Abgeordnetenhauses ins Parlament gewählt und 1954 wiedergewählt. Von der Gablentz war unter anderem in den Ausschüssen für Gesundheitswesen, Jugend und Justiz tätig. 1958 schied sie aus dem Parlament aus.

## Familie
Hildegard und Otto Heinrich von der Gablentz hatten vier Kinder, darunter der Diplomat Otto von der Gablentz (1930–2007).

## Nachlass
Ihr Nachlass wird vom Archiv für Christlich-Demokratische Politik der Konrad-Adenauer-Stiftung Sankt Augustin verwaltet.

## Weblink
- Nachlassdatenbank